# Atala Stamaty
Atala Stamaty, dite aussi Atala Varcollier après son mariage, née le 11 août 1803 à Rome et morte le 5 septembre 1885 à Paris, est une peintre française.

## Biographie
Paulina Maria Francisca Atala Stamaty est la fille de Constantin Stamaty (1761-1818), diplomate, et de Marie-Thérèse Nanine Surdun (1776-1846). Elle a deux frères : Camille-Marie Stamaty (1811-1870) et Pie-Joachim-Amédée-Emmanuel Stamaty (1805-1831).
Baptisée le 13 août 1803 à Rome, son parrain n'est autre que François-René de Chateaubriand, l'auteur du roman Atala.
Elle épouse vers 1820 Michel Augustin Varcollier (1795-1882), conseiller de préfecture de la Seine, puis chef de la Division des Beaux-Arts de la Préfecture de la Seine.
Elle expose au Salon de 1827 à 1833.
Copiste professionnelle, sa toile réalisée d'après Raphaël La Sainte Famille est achetée par l'État en 1831.
Elle meurt à l'âge de 82 ans à son domicile du 7e arrondissement de Paris. Elle est inhumée le 8 septembre 1885 au cimetière de Montmartre 16e division.

## Participation aux Salons parisiens
- Portrait de M., au Salon de 1827
- Portrait de S. Em. Mgr Le cardinal de Latil, archevêque de Reims, au Salon de 1827
- Sainte Cécile, au Salon de 1833